# Суйхконен, Лийса
Лийса Суйхконен (фин. Liisa Suihkonen; 27 сентября 1943 года, Суоненйоки) — финская лыжница, призёрка Олимпийских игр в Инсбруке.

## Карьера
На Олимпийских играх 1968 года в Гренобле стала 18-й в гонке на 10 км.
На Олимпийских играх 1976 года в Инсбруке, выступала лишь в эстафетной гонке, на которой бежала первый этап, к финишу этапа пришла со вторым результатом, в дальнейшем её подруги по команде сохранили второе место и сборная Финляндии завоевала серебряную медаль.
За свою карьеру выступала на двух чемпионатах мира, на чемпионатах 1970-го и 1974-го годов, но без особого успеха.
На национальном уровне побеждала на чемпионате Финляндии 1966 года в гонке на 10 км.
После завершения спортивной карьеры работала учительницей в общеобразовательной школе.